# Lakszmana

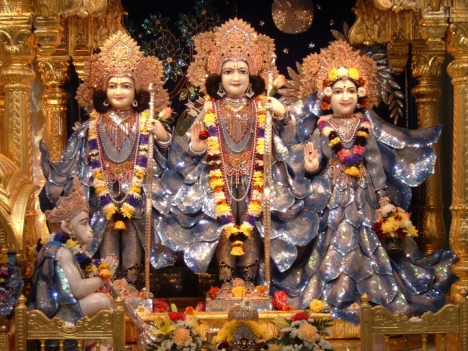
Sita, Ram, Laxman i Hanuman

Lakszmana – w hinduizmie brat Ramy, bohater Ramajany. Brał udział w wojnie z demonem Rawaną wywołaną uprowadzeniem Sity.